# Eishockey-Europameisterschaft 1914
Die 5. Eishockey-Europameisterschaft fand bereits zum dritten Mal in Deutschland statt. Das Turnier wurde vom 25. bis 27. Februar 1914 in Berlin ausgetragen. Teilnehmer waren die Teams aus Böhmen, Belgien und Deutschland. Böhmen gewann seinen zweiten Europameistertitel; zieht man die annullierte EM von 1912 hinzu, war es die dritte Meisterschaft. Titelverteidiger Belgien verlor seine beiden Partien. Böhmens Jaroslav Jirkosvký war mit sieben Treffern der erfolgreichste Torschütze des Turniers. 
Als vierter Teilnehmer war die Schweiz gemeldet. Die Schweizer Mannschaft verpasste jedoch den Zug. Auch am zweiten Tag waren nur vier Spieler in Berlin angekommen, die Mannschaft daher disqualifiziert. Die ausfallenden Spiele wurden durch Freundschaftsspiele ersetzt, so gewann die durch drei Spieler des Berliner Schlittschuhclubs verstärkte Schweizer Mannschaft am letzten Spieltag mit 4:0 gegen Belgien.

## Spiele
| 25. Februar 1914 | Böhmen J. Jirkovský (6) K. Pešek (3) | 9:1 (4:0, 5:1) | Belgien M. Deprez | Sportpalast, Berlin |

| 26. Februar 1914 | Deutsches Reich A. Steinke F. Lange J. Kretzer | 4:1 (3:0, 1:1) | Belgien F. de Blommaert | Sportpalast, Berlin |

| 27. Februar 1914 | Deutsches Reich | 0:2 (0:1, 0:1) | Böhmen 16. J. Jirkovský 31. J. Páral | Sportpalast, Berlin |

## Abschlusstabelle

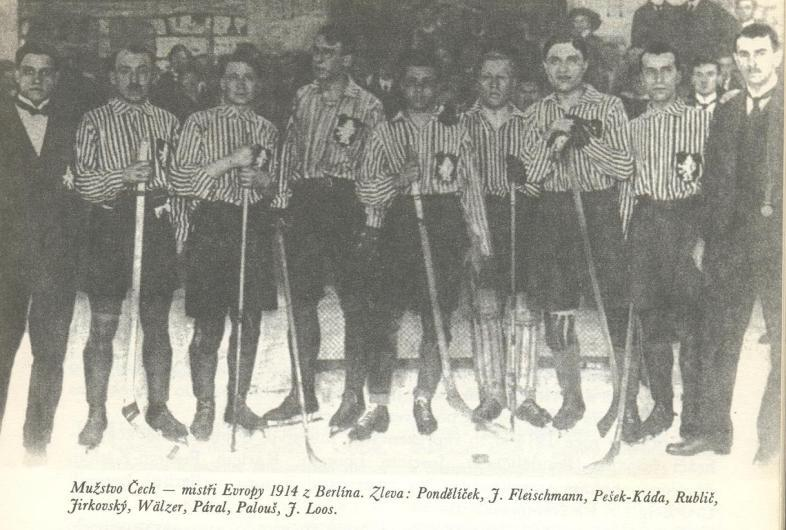
Die Nationalmannschaft Böhmens – Europameister 1914.

| Pl. |                 | Sp | S | U | N | Tore | Punkte |
| 1.  | Böhmen          | 2  | 2 | 0 | 0 | 11:1 | 4:0    |
| 2.  | Deutsches Reich | 2  | 1 | 0 | 1 | 4:3  | 2:2    |
| 3.  | Belgien         | 2  | 0 | 0 | 2 | 2:13 | 0:4    |

| Europameister Böhmen   | Karel Wälzer, Václav Pondělíček – Jan Fleischmann, František Rublič – Josef Loos – Karel Pešek-Káďa, Jaroslav Jirkovský, Josef Páral, Jan Palouš            |
| Silber Deutsches Reich | Alfred Steinke – Werner Glimm, Bruno Grauel, Charles Hartley, Paul Martin, Franz Lange, Emil Rau, Ferdinand Lange, Henri Kretzer                            |
| Bronze Belgien         | François Vergult – Henri Van den Bulcke, Maurice Deprez, Paul Goeminne, Paul Loicq, Gaston Van Volxem, Edgar Galasse, Fernand de Blommaert, Freddy Charlier |